# Dom Sébastien (ópera)
Dom Sébastien, roi de Portugal, é uma grande ópera francesa em cinco atos de Gaetano Donizetti. Eugene Scribe escreveu o libreto baseado na peça Don Sébastien de Portugal de Paul Foucher (1838), uma ficção histórica sobre o rei D. Sebastião (1554-1578) e a fatídica expedição de 1578 em Alcácer Quibir. A estreia teve lugar a 13 de novembro de 1843 na Ópera Le Peletier em Paris. Esta foi a última ópera de Donizetti concluída antes de manifestar sinais de loucura como resultado da sífilis.
À época, Donizetti estava tentando compor uma ópera para rivalizar com as óperas históricas, como as de Auber, Halévy e Meyerbeer. Um crítico chamou a Dom Sébastien  "um funeral em cinco atos". Por outro lado, Winton Dean disse que a ópera foi caracterizada por uma "honestidade dramática sem compromisso", ao comentar sobre as facetas dramáticas incomuns da obra. Em 2005, Mary Ann Smart publicou uma edição crítica da lírica em francês, o que inclui em apêndices as variações e acréscimos que Donizetti fez para uma produção da ópera em alemão, apresentada na Ópera de Viena em 1845.

## Produção da ópera
A história de D. Sebastião chegou a Eugène Scribe (o principal criador de libretos da Ópera de Paris durante os anos 1830-40's), através de um monumental drama de Paul Foucher, "Dom Sébastien de Portugal", representado no Teatro de la Porte Sait-Martin em Paris, em 1838. A peça tinha sido um estrondoso sucesso e Léon Pillet, o director da Ópera de Paris, pediu a Scribe que preparasse um libreto para uma ópera de cinco actos sobre o tema. Inicialmente o libreto foi oferecido a Mendelssohn e a Meyerbeer, que não trabalharam nele. Finalmente Leon Pillet apresentou o libreto a Donizetti, que começaria logo a pensar no assunto, mesmo antes de assinar o contrato que confirmaria o compromisso de Donizetti para com a Ópera de Paris. 
Em Julho de 1843, Donizetti escrevia ao seu professor, Giovanni Simone Mayr:

«Neste momento estou a escrever uma nova ópera em cinco actos para Paris. É "D. Sebastiano di Portogallo" - você vai reconhecer a história da mal fadada expedição organizada pelo rei contra os mouros, a perda do seu exército e a sua morte que ainda hoje permanece misteriosa. O assunto resume-se a isto. Vai ainda incluir o grande poeta Camões - a inquisição que trabalha secretamente para tornar Portugal num escravo de Espanha - um pouco de tudo na realidade.»

Donizetti entrou em frequentes discussões com Eugène Scribe sobre o libreto, acusando-o de descurar as motivações dos personagens, e os ensaios antes da estreia tiveram crises de paranóia, ataques de fúria, esquecimentos súbitos, tremores, e explosivos ataques de mau génio. 
Donizetti esperava que a ópera fosse um verdadeiro triunfo na Ópera de Paris e a ansiedade que então o consumia deixava-o muito sensível à crítica. A estreia correu muito bem e a ópera foi bem recebida, no entanto não foi o triunfo que Donizetti esperava, provocando-lhe uma certa amargura. Foi então feita uma versão italiana - Don Sebastiano, re di Portogallo - que permaneceu nos palcos da pátria amada de Donizetti durante muito tempo.

## Personagens
| Papel | Voz          | Estreia de 13 de novembro de 1843 |
| --- | ------------ | --------------------------------- |
| Dom Sebastião, rei de Portugal | tenor        | Gilbert Duprez                    |
| Dom António, seu tio, regente do reino na sua ausência | tenor        | Jean-Baptiste Octave              |
| Juan de Sylva, grande inquisidor | baixo        | Nicolas-Prosper Levasseur         |
| Camões, soldado e poeta | barítono     | Paul Barroilhet                   |
| Dom Henrique, tenente de D. Sebastião | baixo        | Ferdinand Prévost                 |
| Ben-Selim, governador de Fez | baixo        | Hippolyte Brémont                 |
| Abayaldos, chefe de tribos árabes, o noivo de Zayda | barítono     | Eugène Massol                     |
| Zayda, filha de Ben-Selim | meio-soprano | Rosine Stoltz                     |
| Don Luis, enviado de Espanha | tenor        |                                   |
| Soldado (baixo), primeiro inquisidor (tenor), segundo inquisidor (tenor), terceiro inquisidor (baixo)                                                               |              |                                   |
| Refrão : Senhores e senhoras da corte de Portugal, soldados e marinheiros portugueses, soldados e mulheres árabes, membros da inquisição, homens e mulheres do povo |              |                                   |

## Argumento
Ano: 1578, Locais: Lisboa e Marrocos (no 2º ato).

### Acto I
Lisboa
O rei cristão D. Sebastião, deixa o seu tio D. António, como regente de Portugal, enquanto ele parte em cruzada contra os Árabes. A comitiva de D. Sebastião integra o poeta Camões e a princesa Zayda, do norte de África, condenada a morrer na fogueira por ter tentado escapar do convento depois da sua conversão ao cristianismo (coro dos inquisidores: Justiça Celeste quer o seu tormento). Salva da fogueira pela intervenção de D. Sebastião (que comutou a sentença para o exílio com seu pai, Ben-Selim) Zayda louva o rei (Ó meu Deus! Na terra) .

### Acto II
Fez, em Marrocos
O reencontro entre Zayda e Ben-Selim é um pouco afetuoso: ela recusa-se a casar com o chefe árabe Abayaldos.
A planície de Alcácer-Quibir após a batalha
Abayaldos comanda os Árabes na batalha contra as forças de D. Sebastião, exterminadas na sua maior parte. A vida de D. Sebastião, ferido, é salva apenas porque o seu tenente, Dom Henrique, se apresenta a Abayaldos fingindo ser D. Sebastião̹̹̹̹̹̟, antes de morrer dos ferimentos, e porque Zayda roga para salvar o cristão (o verdadeiro D. Sebastião) em troca do seu consentimento para casar com Abayaldos. Sebastião, destroçado, é abandonado no campo de batalha e lamenta-se (Sozinho na terra).

### Acto III
Praça principal de Lisboa
Camões sobrevive à batalha e volta para Lisboa (Ó minha pátria!). Sabe então que António, ajudado pelo grande inquisidor espanhol Dom Juan de Sylva, havia usurpado o trono. Camões encontra Sebastião quando passa o seu cortejo fúnebre, do rei morto ( Requiem). Camões semeia a desordem pela sua indignação, e Sebastião é reconhecido pelo povo quando intervém. Abayaldos, vindo a Lisboa, para entregar o corpo do rei português, reconhece o humilde cristão de quem salvou a vida. Sebastião é preso por impostura pelo grande inquisidor Dom Juan da Sylva.

### Acto IV
Uma sala da Inquisição em Lisboa
No julgamento de Sebastião, Zayda prova o seu amor para com ele, ao testemunhar a verdadeira identidade do preso, e de como ele escapou à morte. Abayaldos acusa Zayda de adultério, e os inquisidores condenam tanto Sebastião, quanto Zayda, de morrerem pela espada, e pelo fogo.

### Acto V
O tribunal de Lisboa
Sebastião e Zayda, presos juntos numa torre sobre o mar, vivem alguns dias de felicidade antes da execução. Ansioso por legitimar o seu negócio com a Espanha, Dom António oferece-se para poupar a vida de Sebastião se Zayda o convencer a assinar um documento oficial, transferindo o reino de Portugal para Espanha. Sebastião, depois de recusar, assina. Zayda livre, mas indefesa, tenta lançar-se da torre para morrer afogada.
Numa torre adjacente às prisões da Inquisição
Sebastião agarra Zayda no topo da torre. Vêem chegar Camões num barco, procurando salvá-los. Descem a escada de corda que os conduzirá à liberdade, mas são descobertos a meio do caminho. Os perseguidores cortam a corda, o casal afoga-se e Camões é morto. Quando cai a cortina, a frota espanhola aparece no horizonte. Portugal perdeu a sua independência.

## Registos
| Ano  | Papéis (Zayda, D. Sebastião, Camões, Juan de Silva)                                   | Maestro, Ópera & orquestra | Etiqueta                                 |
| ---- | ------------------------------------------------------------------------------------- | --- | ---------------------------------------- |
| 1984 | Klára Takács, Richard Leech, Lajos Miller, Sergei Koptchak                            | Eve Queler, Opera Orchestra of New York & Schola Cantorum of New York (gravação do concerto no Carnegie Hall, em 23 de março) | CD de áudio : Legato Classics. LCD 190-2 |
| 1998 | Monica Minarelli, Robert Woroniecki, Ettore Kim, Randall Jakobsh                      | Elio Boncompagni, Sinfonie Orchester Aachen, & Aachener Städische Teatro Chorus                                               | CD de áudio : Kicco Classic. KCO18CD-1/2 |
| 2005 | Vesselina Kasarova, Giuseppe Filianoti, Carmelo, Corrado-Caruso, Alastair Quilômetros | Mark Elder, Orquestra & coro do Royal Opera House, Covent Garden                                                              | CD de áudio : Opera Rara ORC 33          |